# Hàn Quốc và vũ khí hủy diệt hàng loạt
Hàn Quốc có nguyên liệu thô và thiết bị để sản xuất vũ khí hạt nhân. Tuy nhiên, nước này đã không sản xuất vũ khí hạt nhân. Hàn Quốc đã tiếp tục chính sách không phổ biến vũ khí hạt nhân đã nêu từ năm 2004 và đã thông qua chính sách duy trì Bán đảo Triều Tiên không có vũ khí hạt nhân. Hàn Quốc cũng cho phép Hoa Kỳ duy trì vũ khí hạt nhân trên lãnh thổ của mình, lần đầu tiên Hoa Kỳ đưa vũ khí hạt nhân đến bán đảo vào tháng 1 năm 1958.
Vào tháng 8 năm 2004, Hàn Quốc đã tiết lộ mức độ các chương trình nghiên cứu hạt nhân cực kỳ bí mật và nhạy cảm của mình với Cơ quan Năng lượng Nguyên tử Quốc tế (IAEA), bao gồm một số thí nghiệm được tiến hành mà không có báo cáo bắt buộc cho IAEA theo yêu cầu của thỏa thuận bảo vệ của Hàn Quốc. Ban thư ký IAEA đã báo cáo việc không báo cáo cho Hội đồng Thống đốc IAEA. Tuy nhiên, Hội đồng Thống đốc IAEA đã quyết định không đưa ra kết luận chính thức về việc không tuân thủ.
Trước đây, Hàn Quốc nắm giữ kho vũ khí hóa học từ 3.000-3.500 tấn, nhưng đã tiêu hủy vào tháng 7 năm 2008.

## Tham vọng hạt nhân ban đầu
Khi Mỹ thông báo cho chính quyền Hàn Quốc về kế hoạch rút USFK vào tháng 7 năm 1970, Hàn Quốc lần đầu tiên cân nhắc khả năng thực hiện một chương trình hạt nhân độc lập. Dưới sự chỉ đạo của Ủy ban khai thác vũ khí Hàn Quốc, quốc gia này đã cố gắng có được các cơ sở tái chế plutonium sau khi 26.000 lính Mỹ thuộc Sư đoàn bộ binh số 7 rút quân vào năm 1971. Sau khi Việt Nam Cộng Hòa sụp đổ vào tháng 4 năm 1975, khi đó là tổng thống Hàn Quốc Park Chung Hee đã lần đầu tiên đề cập đến nguyện vọng sở hữu vũ khí hạt nhân của mình trong cuộc họp báo vào ngày 12 tháng 6 năm 1975. Tuy nhiên, dưới áp lực từ Mỹ, cuối cùng Pháp đã quyết định không cung cấp cơ sở tái chế cho Hàn Quốc vào năm 1975. Chương trình nghiên cứu vũ khí hạt nhân của Hàn Quốc đã chính thức kết thúc vào ngày 23 tháng 4 năm 1975, với việc phê chuẩn Hiệp ước không phổ biến vũ khí hạt nhân.

## Các chương trình sau NPT

### Các thử nghiệm chưa được báo cáo trước đây
Năm 1982, các nhà khoa học tại Viện Nghiên cứu Năng lượng Nguyên tử Hàn Quốc đã thực hiện một thí nghiệm trong đó họ chiết xuất được một số miligam plutonium. Mặc dù plutonium có những công dụng khác ngoài việc chế tạo vũ khí, nhưng sau đó Mỹ đã yêu cầu Hàn Quốc không được cố gắng tái chế plutonium theo bất kỳ cách nào. Đổi lại, Mỹ đã đồng ý chuyển giao công nghệ lò phản ứng và hỗ trợ tài chính cho chương trình năng lượng hạt nhân của Hàn Quốc. Năm 2004, người ta tiết lộ rằng một số nhà khoa học Hàn Quốc đã tiếp tục một số nghiên cứu; ví dụ, vào năm 1983 và 1984, Viện Nghiên cứu Năng lượng Nguyên tử Hàn Quốc đã tiến hành các thí nghiệm hóa học liên quan đến việc xử lý nhiên liệu đã qua sử dụng vượt qua ranh giới tái chế.
Sau đó, trong một thí nghiệm tại cùng một cơ sở vào năm 2000, các nhà khoa học đã làm giàu 200 miligam urani đến gần cấp độ vũ khí (lên đến 77 phần trăm) bằng cách sử dụng phương pháp làm giàu bằng laser.
 Chính phủ Hàn Quốc tuyên bố rằng nghiên cứu này được tiến hành mà không có sự cho phép của họ. Mặc dù urani làm giàu tới 77 phần trăm thường không được coi là cấp độ vũ khí, nhưng về mặt lý thuyết, nó có thể được sử dụng để chế tạo vũ khí hạt nhân. Urani làm giàu cao với độ tinh khiết 20% trở lên có thể sử dụng trong vũ khí, nhưng cách này ít được mong muốn vì cần nhiều vật liệu hơn để đạt được khối lượng tới hạn.
Những sự kiện này không được báo cáo cho IAEA cho đến cuối năm 2004.

### Phản hồi của IAEA
Sau khi Seoul tiết lộ các sự cố trên, IAEA đã tiến hành một cuộc điều tra toàn diện về các hoạt động hạt nhân của Hàn Quốc. Trong một báo cáo được công bố vào ngày 11 tháng 11 năm 2004, IAEA mô tả việc chính phủ Hàn Quốc không báo cáo các hoạt động hạt nhân của mình là vấn đề "đáng quan ngại nghiêm trọng", nhưng thừa nhận rằng các thí nghiệm này không bao giờ tạo ra nhiều hơn một lượng rất nhỏ vật liệu phân hạch có thể chế tạo vũ khí. Hội đồng Thống đốc đã quyết định không đưa ra kết luận chính thức về việc không tuân thủ và vấn đề này không được chuyển đến Hội đồng Bảo an.
Pierre Goldschmidt, cựu giám đốc bộ phận bảo vệ tại IAEA, đã kêu gọi Hội đồng Thống đốc thông qua các nghị quyết chung áp dụng cho tất cả các quốc gia trong những trường hợp như vậy và lập luận rằng "các cân nhắc chính trị đóng vai trò chủ đạo trong quyết định của hội đồng" không đưa ra kết luận chính thức về việc không tuân thủ.

## Vũ khí hạt nhân của Mỹ tại Hàn Quốc
Lần đầu tiên Mỹ triển khai vũ khí hạt nhân tới Hàn Quốc vào năm 1958, và số lượng đạt đỉnh vào cuối những năm 1960 ở mức gần 950, bao gồm cả vũ khí chiến thuật và chiến lược.
Sau khi gia nhập Hiệp ước Không phổ biến vũ khí hạt nhân năm 1985, chính phủ Triều Tiên đã viện dẫn sự hiện diện của vũ khí hạt nhân chiến thuật của Mỹ tại Hàn Quốc là lý do để tránh hoàn tất thỏa thuận bảo vệ với Cơ quan Năng lượng Nguyên tử Quốc tế. Năm 1991, Tổng thống George H W Bush tuyên bố rút toàn bộ vũ khí hạt nhân chiến thuật trên bộ và trên biển được triển khai ở nước ngoài, bao gồm khoảng 100 vũ khí như vậy có trụ sở tại Hàn Quốc. Vào tháng 1 năm 1992, chính phủ Triều Tiên và Hàn Quốc đã ký Tuyên bố chung về phi hạt nhân hóa Bán đảo Triều Tiên, và vào tháng 1 năm 1992, Bắc Triều Tiên đã ký kết một thỏa thuận bảo vệ toàn diện với IAEA. Các cuộc họp thực hiện Tuyên bố chung đã diễn ra vào năm 1992 và 1993, nhưng không có thỏa thuận nào được đưa ra, do đó, tuyên bố này không bao giờ có hiệu lực.
Năm 2013, Thủ tướng Hàn Quốc Chung Hong-won đã bác bỏ lời kêu gọi tái triển khai vũ khí hạt nhân chiến thuật của Mỹ tại Hàn Quốc.
Năm 2017, trong giai đoạn căng thẳng bất thường với Triều Tiên, Bộ trưởng Quốc phòng Hàn Quốc Song Young-moo đã đề xuất xem xét lại việc tái triển khai vũ khí hạt nhân của Mỹ tại Bán đảo Triều Tiên.
Yoon Suk-yeol, Tổng thống Hàn Quốc, đã tuyên bố vào năm 2021 rằng ông sẽ yêu cầu Mỹ tái triển khai vũ khí hạt nhân chiến thuật tại Hàn Quốc.
Năm 2023, Hàn Quốc đã đồng ý không phát triển vũ khí hạt nhân để đổi lấy việc Hoa Kỳ triển khai tàu ngầm hạt nhân tại Hàn Quốc.

## Dư luận
Vào cuối những năm 1990, một nhóm thiểu số đáng kể người Hàn Quốc ủng hộ nỗ lực tái chế vật liệu của đất nước, mặc dù chỉ có một số ít kêu gọi chính phủ sở hữu vũ khí hạt nhân.
Với sự leo thang của cuộc khủng hoảng Triều Tiên năm 2017, trong bối cảnh lo ngại rằng Mỹ có thể do dự trong việc bảo vệ Hàn Quốc khỏi một cuộc tấn công của Triều Tiên vì sợ sẽ phải chịu một cuộc tấn công tên lửa vào Hoa Kỳ, dư luận đã chuyển hướng mạnh mẽ sang ủng hộ kho vũ khí hạt nhân của Hàn Quốc, với các cuộc thăm dò cho thấy 60% người Hàn Quốc ủng hộ việc chế tạo vũ khí hạt nhân.
Trong một cuộc thăm dò năm 2023, hơn 76% người Hàn Quốc ủng hộ việc phát triển vũ khí hạt nhân trong nước.

## Quốc gia có khả năng hạt nhân
Mặc dù hiện tại, Hàn Quốc đang nằm dưới sự bảo vệ hạt nhân của Mỹ, nhưng họ hoàn toàn có thể tách ra và cố gắng phát triển vũ khí hạt nhân của riêng mình nếu cần thiết. Giống như Nhật Bản, Hàn Quốc có nguyên liệu thô, công nghệ và tài nguyên để tạo ra vũ khí hạt nhân. Các sự cố trước đây cho thấy Hàn Quốc có thể sở hữu vũ khí hạt nhân trong vòng từ một đến ba năm nếu cần thiết. Hàn Quốc đã từng được chứng minh là có thể tạo ra urani làm giàu lên tới 77%, mặc dù không đặc biệt mạnh, nhưng điều này cho thấy Hàn Quốc có tiềm năng chế tạo vũ khí hạt nhân với urani làm giàu cao hơn. Hàn Quốc không có bất kỳ tên lửa đạn đạo xuyên lục địa nào nhưng sở hữu nhiều loại tên lửa đạn đạo tầm ngắn và tầm trung thông qua loạt tên lửa đạn đạo/hành trình Hyunmoo hiện đang được Quân đội Hàn Quốc triển khai. Loạt tên lửa đạn đạo Hyunmoo hoạt động tương tự như Tên lửa Tomahawk của Mỹ, có thể được trang bị đầu đạn hạt nhân W80 và W84. Về mặt lý thuyết, nếu cần, đầu đạn thông thường nặng 500 kg có thể được thay thế bằng đầu đạn hạt nhân nhỏ. Tên lửa Hyunmoo hiện có thể bao phủ toàn bộ phạm vi của Triều Tiên và sẽ thay đổi đáng kể cách bố trí của Triều Tiên nếu Hàn Quốc có MRBM trang bị vũ khí hạt nhân. Mặc dù Hàn Quốc có thể mua vũ khí hạt nhân, nhưng hiện tại, giống như Nhật Bản, họ không thấy lý do gì để làm như vậy khi có sự bảo vệ của kho vũ khí hạt nhân của Mỹ. Tuy nhiên, nếu xảy ra xung đột với Triều Tiên, Hàn Quốc có thể nhanh chóng phát triển thành một quốc gia có vũ khí hạt nhân và ngang hàng với Triều Tiên với sự hỗ trợ của Mỹ.Theo Suh Kune-yull, giáo sư kỹ thuật hạt nhân tại Đại học Quốc gia Seoul, "Nếu chúng ta quyết định tự đứng vững và tập hợp các nguồn lực của mình, chúng ta có thể chế tạo vũ khí hạt nhân trong sáu tháng”.
Tổng thống Hàn Quốc Yoon Suk Yeol tuyên bố vào tháng 1 năm 2023 rằng nếu tình hình an ninh liên quan đến mối đe dọa từ vũ khí hạt nhân của Triều Tiên xấu đi hơn nữa, Hàn Quốc sẽ xem xét chế tạo vũ khí hạt nhân của riêng mình để ngăn chặn Triều Tiên hoặc yêu cầu Mỹ triển khai vũ khí hạt nhân tại Hàn Quốc. Năm 1991, Mỹ đã dỡ bỏ toàn bộ vũ khí hạt nhân của mình khỏi Hàn Quốc. Những tuyên bố của tổng thống Hàn Quốc được đưa ra trong cuộc họp báo chính sách của bộ ngoại giao và bộ quốc phòng của ông; đây là lần đầu tiên Hàn Quốc chính thức thừa nhận rằng họ sẽ xem xét phát triển kho vũ khí hạt nhân của riêng mình để đáp trả vũ khí hạt nhân của Triều Tiên. Năm 2022, Hàn Quốc tuyên bố đã phát triển tên lửa đạn đạo phóng từ tàu ngầm, Hyunmoo-4-4; Hàn Quốc là quốc gia duy nhất có SLBM không sở hữu vũ khí hạt nhân.
Vào tháng 2 năm 2023, Lãnh đạo Đảng Quyền lực Nhân dân Chung Jin Suk cho biết Hàn Quốc có thể cần vũ khí hạt nhân.
Vào tháng 3 năm 2023, Thị trưởng Seoul Oh Se-hoon đã kêu gọi Hàn Quốc sở hữu vũ khí hạt nhân.

## Hệ thống phân phối
Phát triển tên lửa của Hàn Quốc bắt đầu vào năm 1970 với việc thành lập nhánh nghiên cứu của Bộ Quốc phòng là Cơ quan Phát triển Quốc phòng với quá trình phát triển bắt đầu vào năm 1971 theo lệnh của tổng thống khi đó là Park Chung Hee. Năm 1970, Hàn Quốc được phép bảo dưỡng tên lửa đất đối không MIM-23 Hawk và MIM-14 Nike Hercules theo thỏa thuận với các cơ sở bảo dưỡng dưới sự giám sát của Mỹ được thành lập tại quốc gia này với các kỹ sư Hàn Quốc được Raytheon và quân đội Mỹ đào tạo liên quan đến việc cải tiến tên lửa. Năm 1975, Hàn Quốc đã mua máy trộn nhiên liệu rắn cho tên lửa từ Lockheed cùng với một số thiết bị được nhập khẩu sau đó vào năm 1978 với cuộc thử nghiệm tên lửa đạn đạo thành công đầu tiên của tên lửa đạn đạo tầm ngắn đầu tiên của Hàn Quốc NHK-1 (còn được gọi là White/Polar Bear) được thực hiện cùng năm vào ngày 26 tháng 9, chứng minh tầm bắn 160 km với tầm bắn tối đa từ 180 đến 200 km. Hàn Quốc chào hàng NHK-1 là sản phẩm hoàn toàn do Hàn Quốc phát triển mặc dù thực tế một số công nghệ được cung cấp và lấy từ Hoa Kỳ. Seoul đã đồng ý không mở rộng tầm bắn của tên lửa vượt quá 180 km theo Hướng dẫn về tầm bắn tên lửa đạn đạo của Hàn Quốc với Mỹ khi phát triển tên lửa kế nhiệm NHK-2 được thử nghiệm vào tháng 10 năm 1982 với quá trình phát triển bị dừng lại vào năm 1984 cho đến khi được tiếp tục sau đó vài năm và hoàn thành vào năm 1987 khi đi vào hoạt động, hệ thống dẫn đường của nó được Vương quốc Anh cung cấp. Năm 1995, Hàn Quốc đã yêu cầu cấp phép để có tên lửa tầm bắn 300 km từ Mỹ theo MTCR với yêu cầu năm 1999 để mở rộng lên 500 km Sự phát triển của tầm bắn 300 km Hyunmoo-2 bắt đầu vào giữa đến cuối những năm 1990 với lần thử nghiệm đầu tiên vào tháng 4 năm 1999 và đi vào hoạt động vào năm 2008 với tên gọi Hyunmoo-2A sau khi các hạn chế được dỡ bỏ từ thỏa thuận trước đó thành hạn chế tương đương với MTCR,Hyunmoo-2B đi vào hoạt động vào năm 2009 với tầm bắn theo hạn chế giống như MTCR và hạn chế tầm bắn theo Hướng dẫn về tầm bắn tên lửa đạn đạo của Hàn Quốc được đàm phán lại vào năm 2012 với Hoa Kỳ từ 300 km đến 800 km với tải trọng giảm từ 997 kg xuống 500 kg. Giới hạn về trọng lượng đầu đạn tên lửa đã được dỡ bỏ vào năm 2017. Vào ngày 21 tháng 5 năm 2021, Hướng dẫn về tầm bắn tên lửa đạn đạo của Hàn Quốc có từ nhiều thập kỷ đã bị hủy bỏ, cho phép Hàn Quốc phát triển và sở hữu bất kỳ loại tên lửa nào, bao gồm tên lửa đạn đạo xuyên lục địa (ICBM) và tên lửa đạn đạo phóng từ tàu ngầm tiên tiến (SLBM).